# Мішель Дюшоссуа
Міше́ль Дюшоссуа́ (фр. Michel Duchaussoy; 29 листопада 1938, Валансьєнн, Нор, Франція — 13 березня 2012, Париж, Франція) — французький актор театру, кіно та телебачення.

## Біографія
Мішель Дюшоссуа народився 29 листопада 1938 року у Валансьєнні, департамент Нор на півночі Франції, неподалік від бельгійського кордону. Починав як столяр. Закінчив Вищу національну консерваторію драматичного мистецтва в Парижі. Акторська кар'єра Дюшоссуа почалася в 1964 році в знаменитому «Комеді Франсез», де він пропрацював до 1984 року та був з 1967 року його сосьєтером. На театральній сцені виступав у багатьох французьких класичних постановках, у тому числі за п'єсами Мольєра, Маріво, Корнеля та Йонеско. За театральні роботи Дюшоссуа був тричі номінований на найвищу театральну нагороду Франції Премію «Мольєр» — в 1993, 1996 і 2003 роках, ставши лауреатом у 2003-му.
У кіно Дюшоссуа вперше з'явився у 1962 році як статист в епізоді фільму «Найдовший день». Першу помітну роль зіграв у фільмі режисера Алена Жессюа «Гра в кровопролиття» (1967).
Як кіноактор Мішель Дюшоссуа більше відомий завдяки своїм ролям «другого плану». Саме за таку роль у фільму режисера Луї Маля «Мілу в травні» (1990) у 1991 році він був номінований на французьку національну кінопремію «Сезар».
Дюшоссуа знімався в стрічках Клода Шаброля, Алена Корно, Роже Вадима, Коста-Гавраса, Клода Піното, Робера Енріко, Бертрана Таверньє, Патріса Шеро та інших; озвучував дідуся Арчибальда в анімаційній серії про пригоди хлопчика Артура режисера Люка Бессона. За свою кар'єру актор знявся більше ніж у ста сімдесяти різних ролях, включаючи роботу на телебаченні.
Мішель Дюшоссуа був членом французького координаційного комітету міжнародної організації діячів культури «За світ без насильства».
Дюшоссуа помер від серцевого нападу 13 березня 2012 року в Парижі у віці 73 років.

## Особисте життя
У травні 1970 року Мішель Дюшоссуа одружився з Ізабель де Фюнес, племінницею Луї де Фюнеса, з якою розлучився в жовтні 1971 року. Він є батьком акторки Джулії Дюшоссуа, матір'ю якої є Корінн Ле Пулен.

## Фільмографія
| Рік       |    | Українська назва                                      | Оригінальна назва                                            | Роль                                          |
| --------- | -- | ----------------------------------------------------- | ------------------------------------------------------------ | --------------------------------------------- |
| 1958—1996 | с  | За останні п'ять хвилин                               | Les cinq dernières minutes                                   | Вандеркотт                                    |
| 1960—1968 | с  | Молодіжний театр                                      | Le théâtre de la jeunesse                                    | король                                        |
| 1966—1986 | с  | У театрі сьогодні ввечері                             | Au théâtre ce soir                                           | Бернар Бонду                                  |
| 1967      | ф  | Гра в кровопролиття                                   | Jeu de massacre                                              | Боб Ньюман                                    |
| 1968      | ф  | Самотня вовчиця                                       | La louve solitaire                                           | Бруно                                         |
| 1968      | тф | П'ять днів осені                                      | Cinq jours d'automne                                         | Поль                                          |
| 1968      | ф  | Невірна дружина                                       | La femme infidèle                                            | Дюваль, офіцер поліції                        |
| 1969      | ф  | Прощавай, Барбара                                     | Bye bye, Barbara                                             | Димитрій                                      |
| 1969      | ф  | Нехай звір помре                                      | Que la bête meure                                            | Шарль Тені                                    |
| 1969      | ф  | Рука                                                  | La main                                                      | Філіпп                                        |
| 1970      | ф  | Розрив                                                | La rupture                                                   | метр Аллан Журдан, адвокат Елен               |
| 1970      | ф  | Вони                                                  | Ils                                                          | Стів Мессон                                   |
| 1971      | тф | Удаваний хворий                                       | Le malade imaginaire                                         | Беральд                                       |
| 1971      | ф  | Усе що стосується кохання                             | Aussi loin que l'amour                                       | Мішель                                        |
| 1971      | ф  | Людина з пересадженим мозком                          | L'homme au cerveau greffé                                    | лікар Робер Днсаньяк                          |
| 1971      | ф  | Станси Софії                                          | Les stances à Sophie                                         | Філіпп                                        |
| 1972      | ф  | Високий блондин у чорному черевику                    | Le grand blond avec une chaussure noire                      | капітан Комбре                                |
| 1972      | ф  | Лікування шоком                                       | Traitement de choc                                           | лікар Бернар                                  |
| 1973      | ф  | Змова                                                 | Le complot                                                   | лейтенант Леблан                              |
| 1973      | тф | Хазяйка                                               | La maîtresse                                                 | Моріс                                         |
| 1974      | ф  | Нада                                                  | Nada                                                         | Марсель Троффе                                |
| 1974      | с  | Новели Генрі Джеймс                                   | Nouvelles de Henry James                                     | Герберт Додд                                  |
| 1974      | мф | Три мушкетери                                         | Les trois mousquetaires                                      | Араміс, озвучення                             |
| 1974      | с  | Незвичайні історії                                    | Histoires insolites                                          | П'єр                                          |
| 1974      | ф  | Жінки, жінки                                          | Femmes femmes                                                | Люсьєн                                        |
| 1974      | ф  | Убита дівчина                                         | La jeune fille assassinée                                    | Серж                                          |
| 1974      | ф  | Повернення високого блондина                          | Le retour du grand blond                                     | капітан Комбре                                |
| 1974      | ф  | Головне — кохати                                      | L'important c'est d'aimer                                    | Карл-Гайнц Зіммер                             |
| 1974      | кф | Гарна новина                                          | La bonne nouvelle                                            | Жером у 30 років / Жером у літньому віці      |
| 1975      | тф | Ундіна                                                | Ondine                                                       | камергер                                      |
| 1975      | ф  | Лев і діва                                            | Lejonet och jungfrun                                         | Філіпп                                        |
| 1975      | тф | Мосьє Тесте                                           | Monsieur Teste                                               | Поль Валері                                   |
| 1975      | тф | Лікар мимоволі                                        | Le médecin malgré lui                                        | Тібо                                          |
| 1976      | тф | Просвітництво                                         | Le siècle des lumières                                       | молодий Вольтер                               |
| 1976      | тф | Лозен гранд-дами                                      | Le lauzun de la Grande Mademoiselle                          | Льозан                                        |
| 1977      | ф  | Армагедон                                             | Armaguedon                                                   | інспектор Жак Вів'єн / полісмен Вів'єн        |
| 1977      | ф  | Поспішаюча людина                                     | L'homme pressé                                               | Жустен                                        |
| 1977      | тф | Мізантроп                                             | Le misanthrope                                               | Філіпп                                        |
| 1977      | ф  | Їжак в кишені                                         | Un oursin dans la poche                                      | Жан-Дені, коханець Нейї                       |
| 1979      | тф | Великі змови: Переворот 2 грудня                      | Les grandes conjurations: Le coup d'état du 2 décembre       | Луї-Наполеон                                  |
| 1979      | тф | Отелло                                                | Othello                                                      | Яго                                           |
| 1979      | ф  | Я тебе шарпаю, і ти мене шарпаєш за борідку           | Je te tiens, tu me tiens par la barbichette                  | Патріс Роньєн                                 |
| 1979      | ф  | Безмовне місто                                        | La ville des silences                                        | Франсуа Лестін                                |
| 1980      | тф |                                                       | Tarendol                                                     | автор                                         |
| 1980      | с  | Авіапоштою, доставка кур'єром                         | L'aéropostale, courrier du ciel                              | П'єр Латекур                                  |
| 1980      | тф | Помилка                                               | La faute                                                     | лікар Жан-Поль Леруа                          |
| 1981      | тф | Задоволення чарівливого острівця                      | Les plaisirs de l'île enchantée                              | Тартюф                                        |
| 1981      | тф | Подвійне життя Теофраста Лонге                        | La double vie de Théophraste Longuet                         | Адольф                                        |
| 1982      | ф  | Червоний ранок                                        | Un matin rouge                                               | Поль                                          |
| 1983      | ф  | Вечірка сюрпризів                                     | Surprise Party                                               | Франсуа Ламбер                                |
| 1984      | тф | Ревнива дружина                                       | Une femme jalouse                                            | П'єр                                          |
| 1984      | тф | Останній банкір                                       | Dernier banco                                                | фінансовий інспектор                          |
| 1984      | ф  | Форт Саган                                            | Fort Saganne                                                 | Бакулар                                       |
| 1984      | ф  | Партнери                                              | Partenaires                                                  | Лорен Тедеско                                 |
| 1986      | ф  | Стежте за поглядом                                    | Suivez mon regard                                            | репортер                                      |
| 1986      | ф  | Малюк                                                 | Le môme                                                      | Дармін                                        |
| 1987      | тф | Усе буде наприкінці                                   | Tout est dans la fin                                         | комісар Габорі                                |
| 1988      | ф  | Бернадетт                                             | Bernadette                                                   | Наполеон III                                  |
| 1988      | с  | Готель                                                | Palace                                                       | міністр туризму                               |
| 1989      | тф | Французька революція                                  | La révolution française                                      | Жан-Сільвен Байї (епізод «Світлі роки»)       |
| 1989      | ф  | Чорний ліс                                            | Les bois noirs                                               | слідчий суддя                                 |
| 1989      | ф  | Життя і більше нічого                                 | La vie et rien d'autre                                       | генерал Віллор'є                              |
| 1990      | ф  | Мілу в травні                                         | Milou en mai                                                 | Жорж                                          |
| 1990      | ф  | Нічна компанія                                        | Équipe de nuit                                               | Андре                                         |
| 1990      | ф  | Побачити слона                                        | Voir l'éléphant                                              | Селестен                                      |
| 1990      | тф | Я, генерал де Голль                                   | Moi, général de Gaulle                                       | полковник Косталь                             |
| 1990      | тф | Людина з подвійною обличчям                           | L'homme au double visage                                     | Арман Лярна                                   |
| 1991      | тф | Жінка інших                                           | La femme des autres                                          | Франсуа Моріньяк                              |
| 1991      | тф | Стажист                                               | Le stagiaire                                                 | Брендель                                      |
| 1991      | ф  | Шлях до краху                                         | Road to Ruin                                                 | Жульєн Була                                   |
| 1991      | ф  | Облога Венеції                                        |                                                              | маркіз де Белло                               |
| 1991      | тф | Блакитні зошити                                       | Les cahiers bleus                                            | Фрейпон                                       |
| 1992—1993 | с  | Пригоди молодого Індіани Джонса                       | The Young Indiana Jones Chronicles                           | майор Буші                                    |
| 1992      | тф | Крижане літо                                          | Un été glacé                                                 | Аршамбо                                       |
| 1992—1994 | с  | Серця, що горять                                      | Les coeurs brûlés                                            | Арно                                          |
| 1992—2005 | с  | Кордьє — варта порядку                                | Les Cordier, juge et flic                                    | Робер Курсель                                 |
| 1993      | ф  | Немає кохання без кохання!                            | Pas d'amour sans amour!                                      | П'єр де Роскофф                               |
| 1994      | ф  | Хованки з готівкою                                    | Cache Cash                                                   | Івер                                          |
| 1994      | с  | Очі Елен                                              | Les yeux d'Hélène                                            | Арно                                          |
| 1994      | с  | 3000 сценаріїв проти вірусу                           | 3000 scénarios contre un virus                               |                                               |
| 1995      | тф | Безумство                                             | Une folie                                                    | лікар Флаш                                    |
| 1995—2001 | с  | М'ясо з морквою                                       | Les boeuf-carottes                                           | Жанв'є                                        |
| 1996      | с  | Шлях короля                                           | L'allée du roi                                               | Скаррон                                       |
| 1996      | тф | Сент-Екзюпері: Остання місія                          | Saint-Exupéry: La dernière mission                           | Крем'є                                        |
| 1996      | тф | Останній спів                                         | Le dernier chant                                             | Жульєн Альбері                                |
| 1996      | тф | Фальшиві ліки                                         | Les faux médicaments                                         | Клон Ландрі                                   |
| 1997      | тф | Мелані                                                | Mélanie                                                      | тато / дідусь                                 |
| 1997      | с  | Луї Паж                                               | Louis Page                                                   | старий                                        |
| 1998      | тф | Життя для нас двох                                    | À nous deux la vie                                           | Жильбер                                       |
| 1998      | ф  | Зниклі                                                | Disparus                                                     | Фелікс / Люрсе                                |
| 1999      | ф  | Помремо разом                                         | Fait d'hiver                                                 | прокурор                                      |
| 2000      | ф  | Вдова з острова Сен-П'єр                              | La veuve de Saint-Pierre                                     | губернатор                                    |
| 2000      | ф  | Кохаю тебе                                            | T'aime                                                       | Луї                                           |
| 2000      | тф | Анібаль                                               | Anibal                                                       | Люка                                          |
| 2000      | с  | Так чинять справжні жінки                             | Femmes de loi                                                | Булью                                         |
| 2000      | с  | Знедолені                                             | Les misérables                                               | Жильнорман                                    |
| 2000      | с  | Мегре                                                 | Maigret                                                      | метр Парандон                                 |
| 2000      | ф  | Ліза і Андре                                          | Lise et André                                                | Андре, священик                               |
| 2001      | ф  | Ворота слави                                          | Les portes de la gloire                                      | Бальзак                                       |
| 2001      | мф | Хлопчик-мізинчик                                      | Le petit poucet                                              | Страий Хлопчик-мізинчик / оповідач, озвучення |
| 2001      | ф  | Амінь                                                 | Amen.                                                        | кардинал                                      |
| 2002      | тф | Спадкоємиця                                           | L'héritière                                                  | Жорж Мадер                                    |
| 2002      | тф | Гірський потік                                        | Le gave                                                      | Дюкасс                                        |
| 2002      | тф | Пісенька муляря                                       | La chanson du maçon                                          | Макс                                          |
| 2002      | ф  | Бригада по-французькому                               | La mentale                                                   | Феш                                           |
| 2003      | тф | Друга правда                                          | La deuxième vérité                                           | суддя Жан-Батист Гравенуа                     |
| 2003      | ф  | Сімейка Роуз                                          | Bienvenue chez les Rozes                                     | Жан-Луї                                       |
| 2003      | ф  | Тристан                                               | Tristan                                                      | мосьє Барсак                                  |
| 2003      | ф  | Лабіринти                                             | Dédales                                                      | Карл Фрейд                                    |
| 2003      | кф | Голос мого сина                                       | La voix de mon fils                                          |                                               |
| 2003      | ф  | Відверте визнання                                     | Confidences trop intimes                                     | доктор Монньє                                 |
| 2003      | тф | Федра                                                 | Phèdre                                                       | Ферамен                                       |
| 2004      | тф | Смутні води                                           | Les eaux troubles                                            | Франсуа Гардоне                               |
| 2004      | ф  | Подарунок Єлени                                       | Le cadeau d'Elena                                            | Сократ                                        |
| 2004      | с  | Зодіак                                                | Zodiaque                                                     | Габріель Сен-Андре                            |
| 2004      | ф  | Подружка нареченої                                    | La demoiselle d'honneur                                      | клошар                                        |
| 2004      | ф  | Найкращий день в моєму житті                          | Le plus beau jour de ma vie                                  | Жак Депре                                     |
| 2005      | ф  | Чорний ящик                                           | La Boîte noire                                               | мосьє Зелігман, батько Артура                 |
| 2005      | тф | 1905                                                  |                                                              | Жан-Батист Дютійєль                           |
| 2006      | тф | Бути простіше                                         | Aller simple                                                 | Le personnage                                 |
| 2006      | ф  | Полтергей                                             | Poltergay                                                    | професор де Сорг                              |
| 2006      | мф | Артур і мініпути                                      | Arthur et les Minimoys                                       | Арчибальд, озвучення                          |
| 2007      | тф | Він приїхав у День всіх святих                        | Le voyageur de la Toussaint                                  | Плантель                                      |
| 2007      | кф | Медовий місяць                                        | Lune de miel                                                 | Бальтазар                                     |
| 2007      | с  | Легенда про три ключі                                 | La légende des 3 clefs                                       | Шарль Сонсі                                   |
| 2007      | ф  | Два світи                                             | Les deux mondes                                              | Мютр ван Кіме                                 |
| 2008      | с  | Мовчання яструба                                      | Le silence de l'épervier                                     | Поль Лефорт                                   |
| 2007      | ф  | Ворог держави № 1                                     | L'instinct de mort                                           | П'єр Андре Мерін, батько Жака                 |
| 2008      | тф | Татуйована вдова                                      | La veuve tatouée                                             | Анрі                                          |
| 2008      | ф  | Ворог держави № 1: Легенда                            | L'ennemi public n°1                                          | батько Жака Меріна                            |
| 2009—2010 | с  | Століття Мопассана. Повісти і оповідання XIX століття | Au siècle de Maupassant: Contes et nouvelles du XIXème si... | Гаспар Лалует, антиквар                       |
| 2009      | кф | Ліжко біля вікна                                      | Le lit près de la fenêtre                                    |                                               |
| 2009      | ф  | Брехуха                                               | Tricheuse                                                    | мосьє Дюлак                                   |
| 2009      | ф  | Переслідування                                        | Persécution                                                  | Le vieil homme                                |
| 2009      | ф  | Маленький Ніколя                                      | Le petit Nicolas                                             | директор школи                                |
| 2009      | ф  | Матері і доньки                                       | Mères et filles                                              | Мішель                                        |
| 2009      | с  | Наліт                                                 | Braquo                                                       | Клод Дельгадо                                 |
| 2009      | ф  | Закон Мерфі                                           | La loi de Murphy                                             | головний надзвичайник                         |
| 2009      | мф | Артур і помста Урдалака                               | Arthur et la vengeance de Maltazard                          | Арчибальд, озвучення                          |
| 2009      | ф  | Інший Дюма                                            | L'autre Dumas                                                | Крем'є                                        |
| 2010      | тф | Неповна сім'я                                         | Famille décomposée                                           | командир Псі                                  |
| 2010      | ф  | Імоджен Мак-Картері                                   | Imogène McCarthery                                           | сер Вордлоу                                   |
| 2010      | ф  | Велика маленька Я                                     | L'âge de raison                                              | Меріньяк                                      |
| 2010      | мф | Артур і війна двох світів                             | Arthur 3: la guerre des deux mondes                          | Арчибальд, озвучення                          |
| 2010      | ф  | Її звуть Сара                                         | Elle s'appelait Sarah                                        | Едуар Тезак                                   |
| 2011      | тф | Сучасні Робін Гуди                                    | Les robins des pauvres                                       | Роже Дельмас                                  |
| 2012      | тф | Справа Горджі                                         | L'affaire Gordji, histoire d'une cohabitation                | Франсуа Міттеран                              |
| 2012      | ф  | Астерікс і Обелікс у Британії                         | Astérix & Obélix: Au service de sa Majesté                   | Абрарокурсікс                                 |
| 2012      | с  | Клірики                                               | Ainsi soient-ils                                             | монсеньйор Роман                              |

## Визнання
| Нагороди та номінації Мішеля Дюшоссуа | Нагороди та номінації Мішеля Дюшоссуа | Нагороди та номінації Мішеля Дюшоссуа | Нагороди та номінації Мішеля Дюшоссуа |
| Рік                                   | Категорія                             | Фільм                                 | Результат                             |
| ------------------------------------- | ------------------------------------- | ------------------------------------- | ------------------------------------- |
| Премія «Сезар»                        |                                       |                                       |                                       |
| 1991                                  | Найкращий актор другого плану         | Мілу в травні                         | Номінація                             |